# Conde de Bertiandos
Conde de Bertiandos é um título nobiliárquico criado por D. Maria II de Portugal, por Decreto de 14 de Abril de 1852, em favor de Gonçalo Pereira da Silva de Sousa e Meneses, 1.º Visconde de Bertiandos.

## Conde de Bertiandos (1852)

### Titulares
1. Gonçalo Pereira da Silva de Sousa e Meneses, 1.º Visconde e 1.º Conde de Bertiandos;
2. Joana Maria do Rosário Francisca de Sales Pereira da Silva de Sousa e Meneses, 2.ª Condessa de Bertiandos;
3. Gonçalo Pereira da Silva de Sousa e Meneses, 3.º Conde de Bertiandos.

### Armas
Escudo dos Pereiras: em campo vermelho uma cruz de prata florida, vazia do campo, e por diferença uma brica de ouro. — Timbre — a mesma cruz entre duas asas de prata.
Brazão concedido a Damião Pereira, morador na vila de Ponte de Lima, com todas as honras e privilégios de Fidalgo, por descender da geração e linhagem dos Pereiras, por parte de sua mãe e avós. Carta de Brasão D´ Armas dada em Lisboa a 21 de Outubro de 1532.